# Ferrar Glacier
Ferrar Glacier är en glaciär i Antarktis. Den ligger i Östantarktis. Nya Zeeland gör anspråk på området. Ferrar Glacier ligger 49 meter över havet.
Terrängen runt Ferrar Glacier är varierad. Ferrar Glacier ligger nere i en dal.  Trakten är obefolkad. Det finns inga samhällen i närheten. 